# Jackie Earle Haley

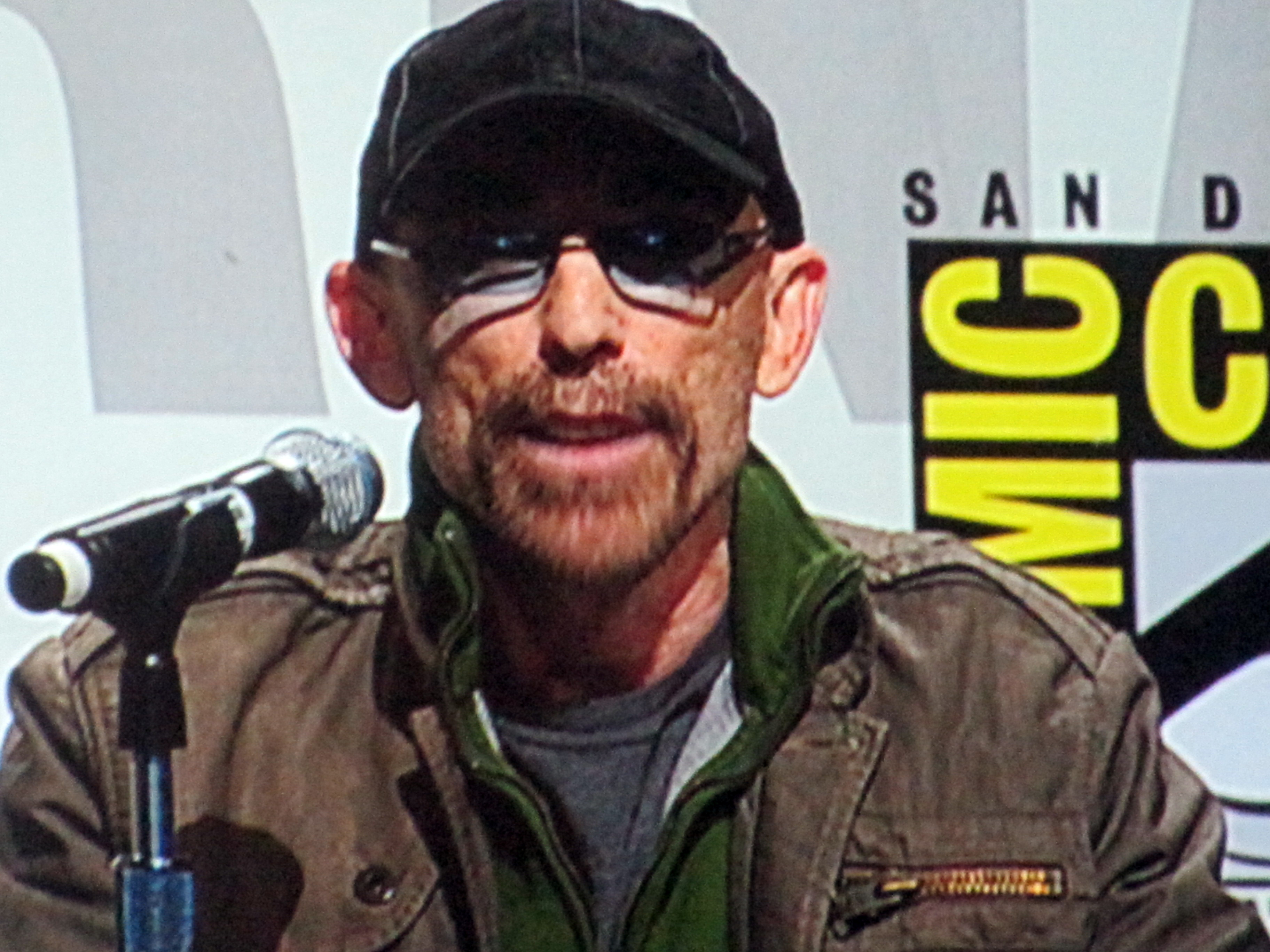
Jackie Earle Haley auf der WonderCon 2010

Jackie Earle Haley (* 14. Juli 1961 in Northridge, Kalifornien) ist ein US-amerikanischer Schauspieler und Filmregisseur.

## Leben
Haleys Vater war ein bei einem Radiosender beschäftigter Schauspieler und Moderator. Jackie Earle Haley trat bereits als sechsjähriges Kind in der Fernsehwerbung auf. Im Jahr 1972 spielte er in der Fernsehserie Wait Till Your Father Gets Home. Im französisch-italienisch-US-amerikanischen Thriller Brutale Schatten (1972) trat er neben Jean-Louis Trintignant, Roy Scheider und Angie Dickinson auf. Im Science-Fiction-Thriller Straße der Verdammnis (1977) spielte er an der Seite von Jan-Michael Vincent und George Peppard eine der größeren Rollen. In den 1990er Jahren unterbrach er seine Karriere als Schauspieler und arbeitete als Produzent von Werbespots für das Fernsehen. Er besitzt ein eigenes Produktionsunternehmen, JEH Productions in San Antonio (Texas).
Haley gewann für seine Rolle eines Pädophilen im Filmdrama Little Children (2006) den New York Film Critics Circle Award, den Chicago Film Critics Association Award, den San Francisco Film Critics Circle Award, den Dallas-Fort Worth Film Critics Association Award und den Southeastern Film Critics Association Award. Er wurde für den Screen Actors Guild Award und den Oscar nominiert.
Im Jahr 2009 spielte Haley den gefürchteten Helden Rorschach in der Verfilmung der DC-Graphic Novel Watchmen. 2010 übernahm er die Rolle der Horror-Kultfigur Freddy Krueger im Remake des Films A Nightmare on Elm Street. Von 2010 bis 2011 spielte er eine der Hauptrollen in der Serie Human Target. Im Remake des Science-Fiction-Films RoboCop von 2014 war er in der Rolle des Roboterausbilders Mattox zu sehen.
2015 gab Haley mit dem Thriller Criminal Activities sein Regiedebüt. Er spielt dort ebenfalls die Rolle des Gerry.
Haley heiratete zweimal (nach einigen Angaben dreimal) und hat einen Sohn und eine Tochter.

## Filmografie (Auswahl)
- 1972: Wait Till Your Father Gets Home (Fernsehserie)
- 1972: Brutale Schatten (Un homme est mort)
- 1973: Die Partridge Familie (The Partridge Family, Fernsehserie)
- 1973: Dr. med. Marcus Welby (Marcus Welby, M.D., Fernsehserie)
- 1974: Valley of the Dinosaurs (Fernsehserie, Stimme)
- 1974: Planet der Affen (Planet of the Apes, Fernsehserie)
- 1974: Shazam! (Fernsehserie)
- 1975: Der Tag der Heuschrecke (The Day of the Locust)
- 1975: Die Waltons (The Waltons, Fernsehserie)
- 1976: Die Bären sind los (The Bad News Bears)
- 1977: Die Bären bleiben am Ball (The Bad News Bears in Breaking Training)
- 1977: Straße der Verdammnis (Damnation Alley)
- 1978: Die Bären sind nicht mehr zu bremsen (The Bad News Bears Go to Japan)
- 1979: Vier irre Typen – Wir schaffen alle, uns schafft keiner (Breaking Away)
- 1979: Love Boat (The Love Boat, Fernsehserie)
- 1980: Insight (Fernsehserie)
- 1980: Breaking Away (Fernsehserie)
- 1981: Every Stray Dog and Kid (Fernsehfilm)
- 1983: Miss Lonelyhearts (Fernsehfilm)
- 1983: Die Aufreißer von der Highschool (Losin’ It)
- 1983: Computer Kids (Whiz Kids, Fernsehserie)
- 1985: Zoo Gang (The Zoo Gang)
- 1985: MacGyver (Fernsehserie)
- 1986: Mord ist ihr Hobby (Murder, She Wrote, Fernsehserie)
- 1989: Schizomaniac (Playroom, Story)
- 1990: Gravedale High (Fernsehserie, Stimme)
- 1991: Get a Life (Fernsehserie)
- 1991: Dollman – Der Space-Cop! (Dollman)
- 1992: Renegade – Gnadenlose Jagd (Renegade, Fernsehserie)
- 1992: Nemesis
- 1993: Prophet des Bösen (Prophet of Evil: The Ervil LeBaron Story, Fernsehfilm)
- 1993: Maniac Cop 3: Badge of Silence
- 2006: Das Spiel der Macht (All the King’s Men)
- 2006: Little Children
- 2008: Semi-Pro
- 2008: Winged Creatures
- 2009: Watchmen – Die Wächter (Watchmen)
- 2010: Shutter Island
- 2010: A Nightmare on Elm Street
- 2010–2011: Human Target (Fernsehserie)
- 2012: Dark Shadows
- 2012: Lincoln
- 2013: Parkland
- 2014: RoboCop
- 2016: The Birth of a Nation – Aufstand zur Freiheit (The Birth of a Nation)
- 2016: London Has Fallen
- 2015: Criminal Activities (auch Regie)
- 2016: Preacher (Fernsehserie, 8 Folgen)
- 2016–2018: The Tick (Fernsehserie, 11 Folgen)
- 2017: Der Dunkle Turm (The Dark Tower)
- 2019: Alita: Battle Angel
- 2020: No Future
- 2023: Hypnotic
- 2024: The Union